# Ethel Afamado
Ethel Afamado, née le 25 avril 1940 à Montevideo, est une compositrice, écrivaine, poétesse, guitariste et chanteuse uruguayenne.

## Biographie
Ethel Afamado poursuit dans sa jeunesse des études en musique. Elle se forme dans le domaine du violon et du chant, ainsi que dans la guitare et la composition. Elle créé durant sa carrière des compositions pour une centaine de poèmes d'auteurs uruguayens, hispano-américains et européens en réalisant de nombreux récitals avec accompagnement de la guitare.   
Elle compose aussi des chansons de pièces de théâtre, entre autres de Miguel de Cervantes, de Florencio Sánchez et de Federico García Lorca. De 1987 à 1997, elle présente avec sa sœur, l'artiste Gladys Afamado, le récital Canción e imagen.  